# Párizsi utca esőben (Caillebotte-kép)
A Párizsi utca esőben (Rue de Paris, temps de pluie) című festmény Gustave Caillebotte alkotása, amely az Art Institute of Chicago gyűjteményének része.

## Keletkezése
Az 1877-ben készült monumentális (212,2 × 276,2 centiméteres) olajképet a művész legfőbb alkotásának tekintik. A festmény egy nagy kereszteződést ábrázol, néhány percnyi gyaloglásra a Saint-Lazare-vasútállomástól. Caillebotte ezen a környéken nőtt fel. Gyerekkorában azonban  még keskeny, kanyargós utcák futottak ezen a helyen, amelyek a Georges Eugène Haussmann által szorgalmazott városmodernizációnak estek áldozatul.
A kép Párizs miliőjének változását ragadja meg. Az előtérben életnagyságú figurák haladnak esernyőjük alatt, az utolsó divat szerint öltözve, mögöttük szigorú rendben állnak az új épületek és illeszkednek egymásba a frissen lerakott macskakövek. Ezzel a renddel ellentétes hatást keltenek a térdben elvágott alakok, valamint az aszimmetrikus kompozíció: a festményt középen elválasztó lámpaoszloptól jobbra eső rész jóval zsúfoltabb a másiknál. A nyíltan kortárs téma a megszokottnál radikálisabb érzékiséget igényelt. Ezeknek köszönhetően a kép uralta az 1877-es impresszionista kiállítást, amelyet jelentős mértékben maga az alkotó szervezett.
A festményt méltatta Émile Zola is, akit különösen az előtérben látható, szemből érkező pár realizmusa nyűgözött le. Az író az egyik legmerészebbnek nevezte az impresszionista alkotók közül Caillebotte-t. A kiállítást látva sokan fényképhez hasonlították a festményt, hiszen a kompozíció előterében elhelyezett figurák élesen látszanak, míg a háttérben elhelyezett alakzatok egyre homályosabbak lesznek helyzetüknek megfelelően.